# Llista de biblioteques de les Terres de l'Ebre
Llista de biblioteques de l'àmbit territorial de les Terres de l'Ebre incloses en el Directori de Biblioteques de Catalunya.
| Nom                                                                       | Municipi                 | Adreça                                          | Titularitat           | Codi? | Imatge                  |
| ------------------------------------------------------------------------- | ------------------------ | ----------------------------------------------- | --------------------- | ----- | ----------------------- |
| Biblioteca Trinitari Fabregat                                             | Alcanar                  | C. Loreto coord.                                | Ajuntament            | P0190 | Carregueu una nova foto |
| Biblioteca de les Cases d'Alcanar                                         | Alcanar                  | C. Barcelona coord.                             | Ajuntament            | P0363 | Carregueu una nova foto |
| Biblioteca Torres de l'Aldea                                              | Aldea, l'                | Av. Catalunya coord.                            | Ajuntament            | P0399 | Carregueu una nova foto |
| Biblioteca Dr. Frias                                                      | Ametlla de Mar, l'       | C. Sant Joan, 44A coord.                        | Ajuntament            | P0297 | Carregueu una nova foto |
| Biblioteca de l'Ampolla                                                   | Ampolla, l'              | Av. Sant Joan coord.                            | Ajuntament            | P0398 | Carregueu una nova foto |
| Biblioteca Sebastià Juan i Arbó                                           | Amposta                  | Pl. Castell, 13-15 coord.                       | Ajuntament            | P0039 | Carregueu una nova foto |
| Biblioteca Municipal d'Ascó                                               | Ascó                     | C. Molins, 4 coord.                             | Ajuntament            | P0218 | Carregueu una nova foto |
| Biblioteca Santiago Rusiñol                                               | Benifallet               | C. García Lorca, 15, 1a coord.                  | Ajuntament            | P0158 | Carregueu una nova foto |
| Centre de Lectura Guillem de Sunyer                                       | Camarles                 | C. Trenta-u, 19-21 coord.                       | Ajuntament            | P0397 | Carregueu una nova foto |
| Biblioteca Pública de Corbera d'Ebre                                      | Corbera d'Ebre           | C. Terra Alta, 30 coord.                        | Ajuntament            | P0330 | Carregueu una nova foto |
| Centre de Documentació del Parc Natural del Delta de l'Ebre               | Deltebre                 | Av. Catalunya,, 46 coord.                       | Generalitat           | E0314 | Carregueu una nova foto |
| Biblioteca Delta de l'Ebre                                                | Deltebre                 | Pl. 20 de Maig, 2 coord.                        | Ajuntament            | P0001 | Carregueu una nova foto |
| Biblioteca Centre de Lectura la Fatarella                                 | Fatarella, la            | Av. Catalunya, 20 coord.                        | Ajuntament            | P0042 | Carregueu una nova foto |
| Biblioteca Artur Bladé i Desumvila                                        | Flix                     | C. Sant Jordi, 3 coord.                         | Ajuntament            | P0300 | Carregueu una nova foto |
| Biblioteca Municipal de Gandesa                                           | Gandesa                  | C. Assís Garrote, 4 coord.                      | Ajuntament            | P0017 | Carregueu una nova foto |
| Biblioteca Josep Avinyó                                                   | Ginestar                 | C. Riu (Casal Cultural) coord.                  | Ajuntament            | P0281 | Carregueu una nova foto |
| Arxiu Comarcal de la Ribera d'Ebre. Biblioteca Auxiliar                   | Móra d'Ebre              | C. Antoni Gaudí, 23 coord.                      | Generalitat           | E0002 | Carregueu una nova foto |
| Biblioteca Pública Comarcal de Móra d'Ebre                                | Móra d'Ebre              | Pl. de la Llanterna, 4 coord.                   | Ajuntament            | P0076 | Carregueu una nova foto |
| Biblioteca Municipal de Móra la Nova                                      | Móra la Nova             | Av. Lluís Companys, 17 coord.                   | Ajuntament            | P0396 | Carregueu una nova foto |
| Biblioteca Cabra-Feixet                                                   | Perelló, el              | C. Colom, 48 coord.                             | Ajuntament            | P0050 | Carregueu una nova foto |
| Observatori de l'Ebre. Biblioteca                                         | Roquetes                 | Urb. Torre d'en Gil coord.                      | Adm. Gral. de l'Estat | E0205 | Carregueu una nova foto |
| Centre de Documentació del Parc Natural dels Ports                        | Roquetes                 | Av. Val de Zafan coord.                         | Generalitat           | E0294 | Carregueu una nova foto |
| Biblioteca de Roquetes - Mercè Lleixà                                     | Roquetes                 | Urb. Torre d'en Gil (Centre Cívic) coord.       | Ajuntament            | P0337 | Carregueu una nova foto |
| Universitat Ramon Llull. Institut Universitari Observatori de l'Ebre      | Roquetes                 | C. Horta Alta, 38 coord.                        | Universitat           | U0076 | Carregueu una nova foto |
| Biblioteca Municipal de Sant Carles de la Ràpita                          | Sant Carles de la Ràpita | C. Perot el Cantador, 1 coord.                  | Ajuntament            | P0394 | Carregueu una nova foto |
| Biblioteca José Escudé Albesa                                             | Santa Bàrbara            | C. Mare de Déu de Montserrat, 28 coord.         | Ajuntament            | P0205 | Carregueu una nova foto |
| Biblioteca Pere de Montcada                                               | Sénia, la                | Pg. de la Clotada, 23-25 coord.                 | Ajuntament            | P0066 | Carregueu una nova foto |
| Biblioteca Mestre Cabré                                                   | Tivissa                  | Pl. Mestre Cabré, 1 coord.                      | Ajuntament            | P0215 | Carregueu una nova foto |
| Arxiu Comarcal del Baix Ebre. Biblioteca Auxiliar                         | Tortosa                  | C. Sant Domènec, 21-23 coord.                   | Generalitat           | E0104 | Carregueu una nova foto |
| Biblioteca Cambra Oficial de Comerç, Indústria i Navegació                | Tortosa                  | C. Cervantes, 7 coord.                          | Privada               | E0141 | Carregueu una nova foto |
| Biblioteca de l'Hospital de Tortosa Verge de La Cinta                     | Tortosa                  | C. Esplanetes, 14 coord.                        | Generalitat           | E0200 | Carregueu una nova foto |
| Associació de Gent Gran de Tortosa. Biblioteca de l'Esplai "la Caixa"     | Tortosa                  | C. Sant Joan Bautista de La Salle, 31-33 coord. | Privada               | E0264 | Carregueu una nova foto |
| Biblioteca Marcel·lí Domingo                                              | Tortosa                  | C. Mercè, 6 coord.                              | Ajuntament            | P0214 | Carregueu una nova foto |
| Biblioteca Punt Jove de Jesús                                             | Tortosa                  | C. Nou de Jesús, 10 coord.                      | Ajuntament            | P0433 | Carregueu una nova foto |
| Universitat Rovira i Virgili. Biblioteca del CRAI Campus Terres de l'Ebre | Tortosa                  | Av. Remolins, 13-15 coord.                      | Universitat           | U0082 | Carregueu una nova foto |
| Biblioteca Popular d'Ulldecona                                            | Ulldecona                | Pl. de la Diputació, 8 coord.                   | Ajuntament            | P0071 | Carregueu una nova foto |